# 達尼亞爾·阿齊茲
達尼亞爾·阿齊茲（1965年2月25日—）是一名巴基斯坦政治家，于2017年8月至2018年5月在阿巴西内阁担任巴基斯坦私有化部部长。1997年至2018年期间，他是巴基斯坦国民议会議員。